# 브랙스턴 브래그

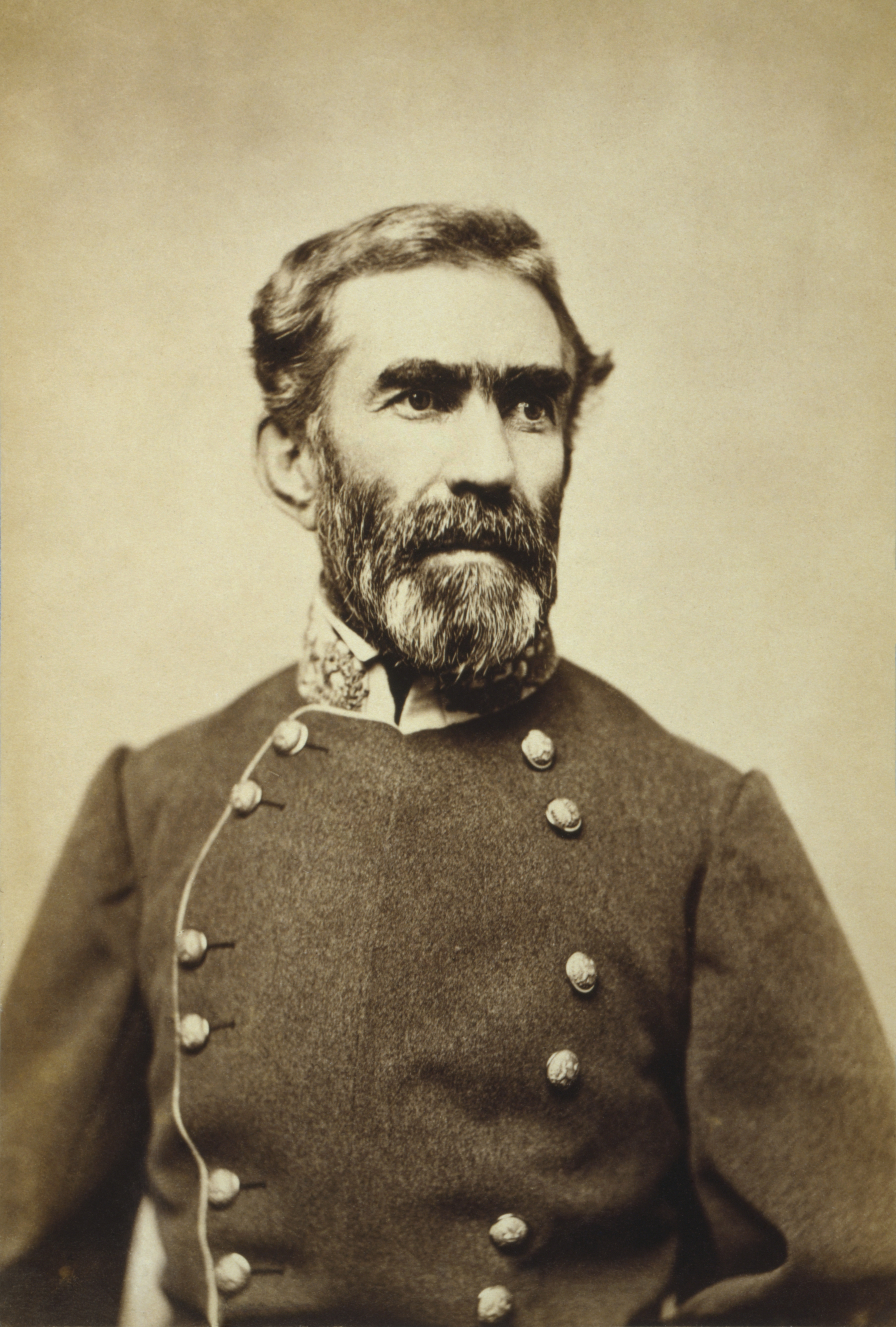

브랙스턴 브래그(Braxton Bragg, 1817년 3월 22일 ~ 1876년 9월 27일)는 서부전선에서 활동한 남군의 장군이다. 제2차 세미놀 전쟁과 멕시코-미국 전쟁 동안 육군 장교로 복무했으며 남북 전쟁 동안 남부군에서 장군으로 미국 중서부지역에서 복무했다. 그는 1862년 6월부터 1863년 12월까지 미시시피 육군(나중에 테네시 육군으로 개명됨)의 사령관이었다.
노스캐롤라이나 주 워렌턴 출신인 브래그는 웨스트포인트에서 교육을 받고 포병 장교가 되었다. 그는 플로리다에서 복무한 후 멕시코-미국 전쟁, 특히 부에나 비스타 전투에서 공로를 인정받아 3번의 명예 진급을 받았다. 그는 루이지애나의 설탕 농장 소유주가 되기 위해 1856년에 미 육군에서 사임했다. 남북 전쟁이 시작될 때 브래그는 걸프 코스트 지역에서 군인을 훈련시켰다. 그는 실로 전투에서 군단 사령관이었으며 비용이 많이 들고 실패한 정면 공격을 여러 번 시작했지만 그럼에도 불구하고 그의 행동과 용기로 칭찬을 받았다.
1862년 6월에 브래그는 미시시피 육군(나중에 테네시 육군으로 알려짐)을 지휘하도록 승격되었다. 그와 준장 에드먼드 커비 스미스는 1862년 켄터키 침공을 시도했지만 브래그는 10월 페리빌 전투 이후 후퇴했다. 12월에 그는 테네시 주 머프리스보로에서 윌리엄 로즈크랜스 소장 휘하의 컴벌랜드 군과 스톤스 강 전투를 벌였으며, 퇴각으로 끝났다. 상당한 전투 없이 몇 달 후 브라지는 1863년 6월 툴라호마 캠페인에서 로즈크랜스에 의해 압도되어 미들 테네시를 연방에 항복하게 만들었다. 브라지는 채터누가로 후퇴했지만 로즈크랜스의 군대가 조지아에 진입하면서 9월에 철수했다. 그 달 말, 제임스 롱스트리트가 지휘하는 동부 전선의 남부군 지원으로 브래그는 서부 전선에서 가장 피비린내 나는 전투인 치카마우가 전투에서 로즈크랜스를 물리칠 수 있었고, 남부군이 유일하게 의미 있는 승리를 거두었다. 브라지는 로즈크랜스를 테네시로 되돌려 보냈지 만 효과적인 추격을하지 않는다는 비판을 받았다. 11월에 브래그의 군대는 채터누가 전투에서 소장 율리시스 S. 그랜트에게 패배하여 조지아로 밀려났다. 남부군 제퍼슨 데이비스 대통령은 이후 브래그를 그의 최고 군사 고문으로 리치먼드에 소환하면서 지휘권을 해제했다. 브래그는 캐롤라이나 캠페인 기간 동안 전쟁이 끝날 무렵 군단 사령관으로 잠시 현장으로 돌아왔다.
브래그는 일반적으로 남북 전쟁의 최악의 장군으로 간주된다. 그가 참여한 대부분의 전투는 패배로 끝났다. 그의 지휘하에 있는 장교와 평범한 사람들 모두에게 극도로 인기가 없었으며, 그들은 빈약한 전장 전략, 빠른 성질, 지나친 규율을 포함하여 수많은 결함으로 그를 비난했다. 브래그는 일반적으로 역사가들 사이에서 좋지 않은 평판을 얻었지만 일부 사람들은 브래그의 부하들, 특히 데이비스의 가까운 동맹이자 브래그의 알려진 적으로 알려진 전 주교 레오니다스 폴크(Leonidas Polk) 소장의 실패를 브래그 하에서 많은 남부군 패배의 더 중요한 요인으로 지적한다. 브래그의 군대가 입은 손실은 연합의 궁극적인 패배에 매우 중요한 결과로 인용된다.